# Яцьківці

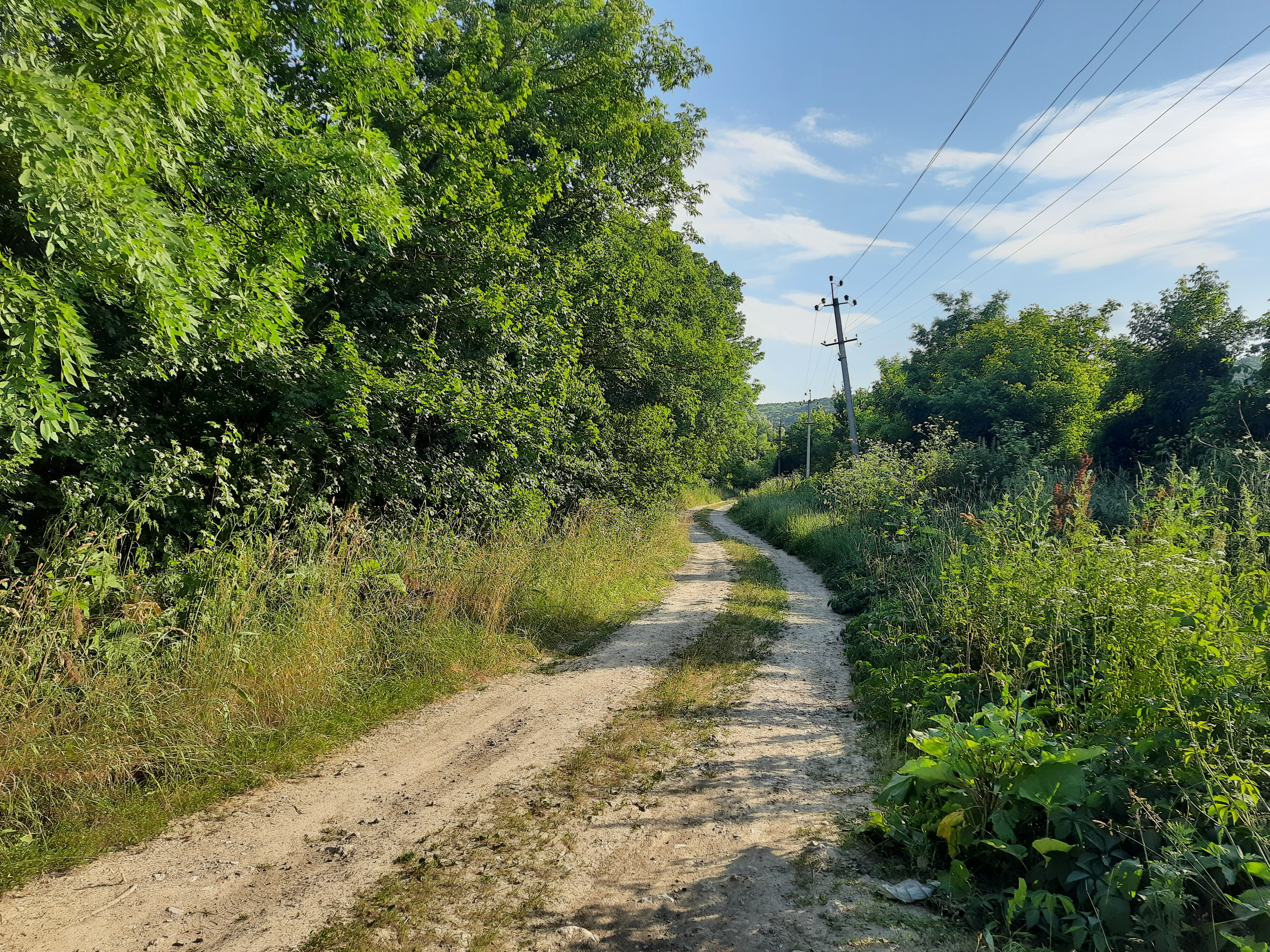
Сільська вулиця

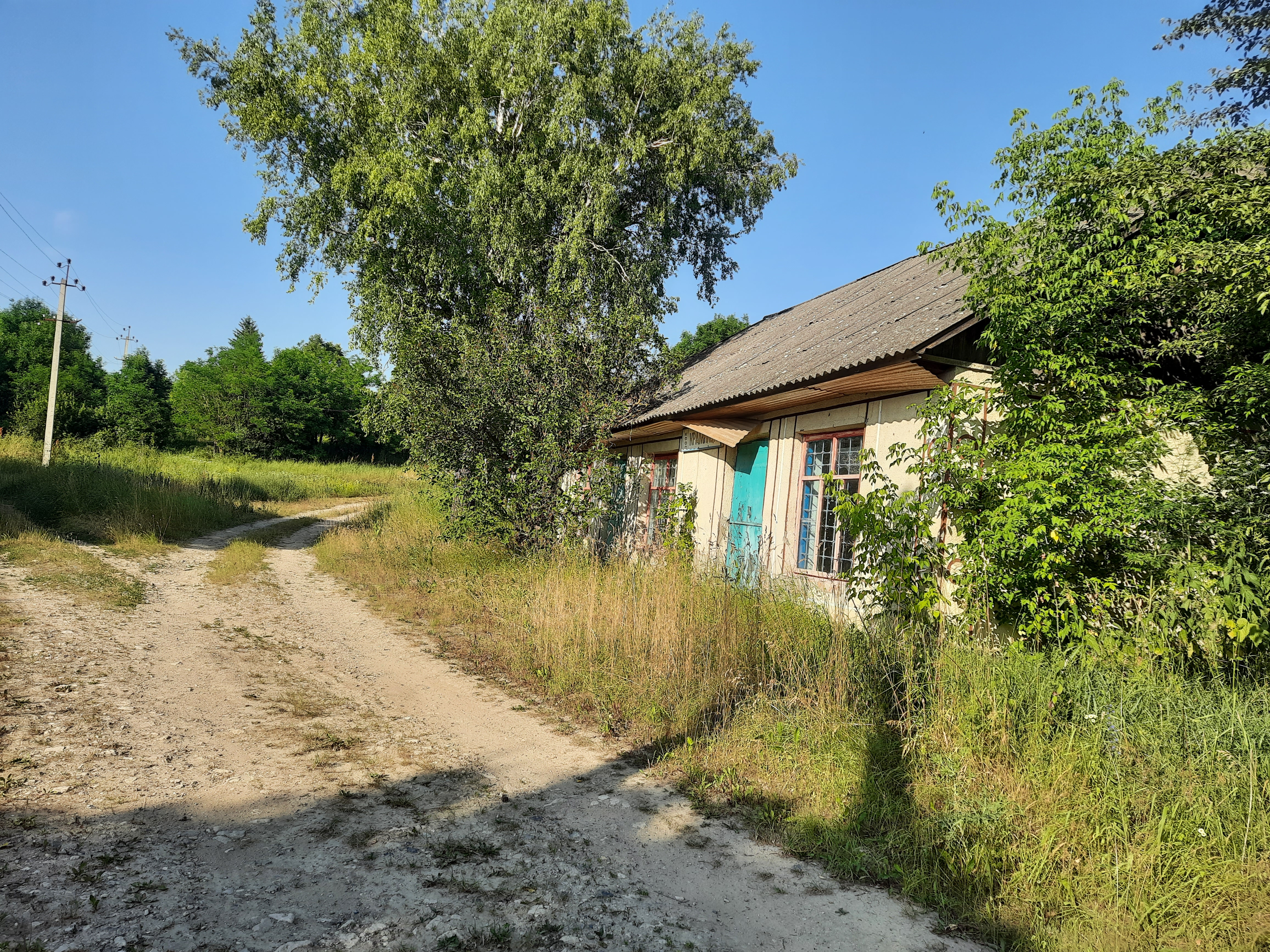
Крамниця

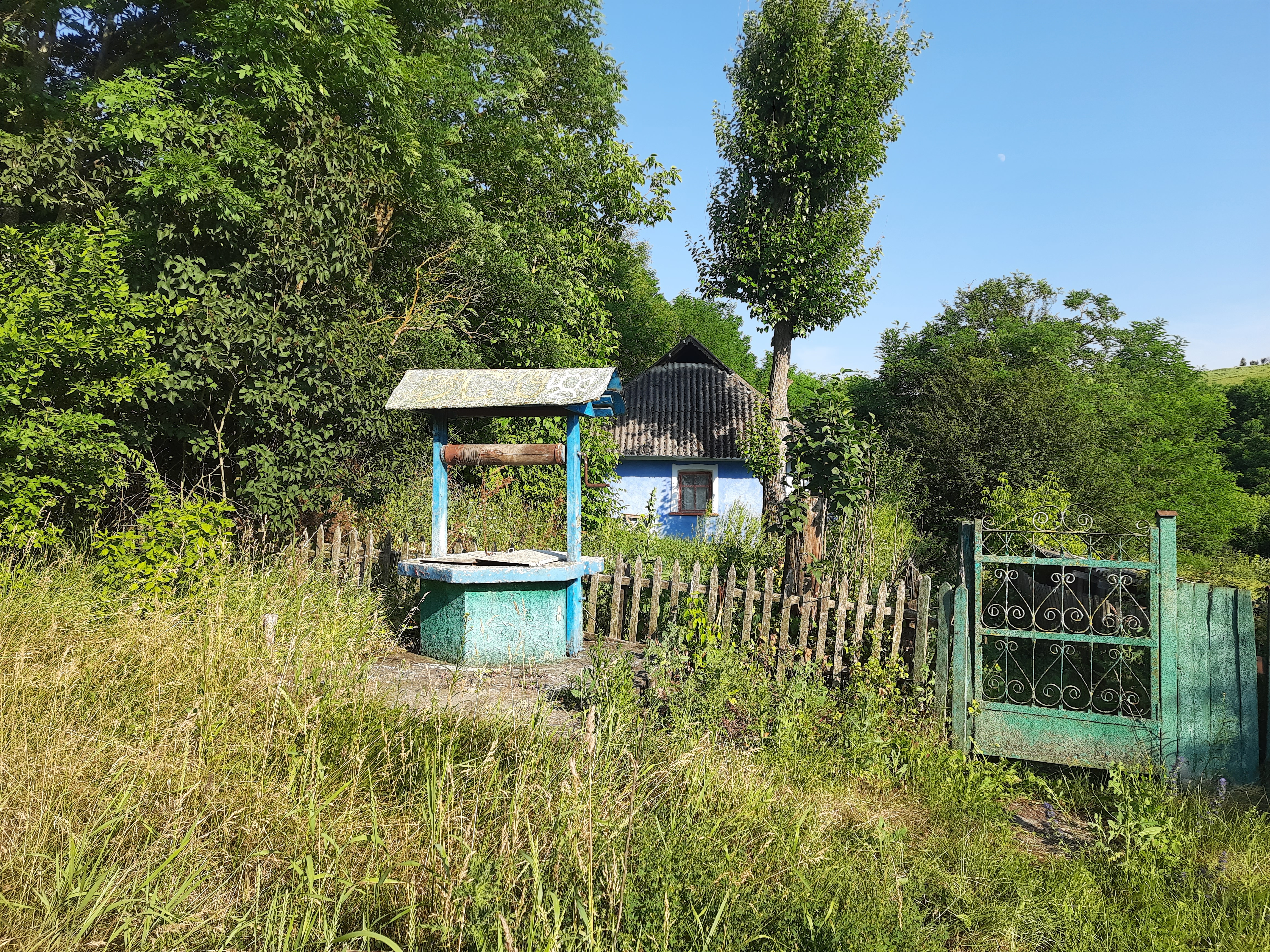
Сільський сюжет

Яцькі́вці — село в Україні, у Дунаєвецькій міській територіальній громаді Кам'янець-Подільського району Хмельницької області.

## Назва
Назва села пішла від першопоселенця Яцькова.

## Географія
Яцьківці розташовані у межах національного природного парку «Подільські товтри». Село розкинулось у вибалку по якому протікає річка Студениця. Схили вибалки вкриті мішаними лісами та кам'яними валунами.

## Історія
В селі знайдені сліди городовища, в скелі була печера, яка з часом завалилася.
Яцьківці — це край ремісничий. Славився і славиться і по цей час випалюванням вапна. Хати тут із поконвіків будували кам'яні.
Яцьківці поселення давнє, з'явилось воно ще у 15 столітті. В 1542—1550 р. за історичними повідомленнями було спустошене після татарського нападу. Спочатку село було вільне від кріпацтва а потім після нападу татар в 1578 р. село належало Калиновському.
В 1661 р. Яцьківці належали Софії Хронстовській. Було тоді в селі 4 садиби . З 1731 по 1758 р. володарював тут Францішко Потоцький, а наступні два десятиліття Кастан Сабанський, який продав його підстолію Йосипу Гуменському . На початку 18 століття Яцьківці належали Вітославським . В 1820 р. Едуард і Кастан Вітославські мали 139 кріпаків. Згодом Вітославські продали Яцьківці Дунаївецькому володареві Касинському, котрий у 1850 р. продав село Скибському .
В селі на той час знаходилась церковна — приходська школа, та дерев'яна церква яка і досі стоїть і працює . Перша згадка про церкву датується у 1637 р . Збудована вона на кошти парафіян, дерев'яна, трохкупольна . Пізніше її добудували . В церкві збереглися старовинні ікони яким майже 400 років . В 30 х. роках церкву закрили і почали використовувати її як амбар під зерно . В роки війни була як госпіталь, а після воєнні роки зробили клуб . Але так як молодь не танцювала в приміщенні, клуб перенесли в інше місце а церкву знову відкрили і функціонує вона і по даний час . Церква збереглася в своїй первоначальній формі . Біля церкви побудована дзвіниця, під час Великої Вітчизняної війни була зруйнована пострілом гармати . Дзвони селяни заховали від німецьких загарбників, щоб ті не вивезли їх до Німеччини . Після війни дзвіницю відновили, а дзвони повернули на їх місце .
На території села знаходиться вапнякова штольня, ручного видобутку вапняку, яка існує із 1920 р. Штольня має декілька ходів які розтягуються близько 300 м . При вході є розгалуження на лівий та правий коридори . В середині копальні багато обвалів, хоча видобувні роботи місцевого населення продовжуються і на даний час . В штольні зареєстровані великі скупчення кажанів, які занесені до червоної книги . Тут їх нараховують 144 види особин, 5 видів із яких перебувають на зимівлі .
Яцьківці ще можна назвати маленькими Карпатами . Круті пагорби та густі мішані ліси наповненні лісовими мешканцями, тому в літку тут повно грибників, а взимку мисливців .
Але це, ще не все, чим може вабити вас тутешня природа . На території села знаходиться природне джерело, в народі називають його — ринва . Джерело витікає із схилу пагорба . Кожен з нас хоча б раз в житті пив джерельну воду . За старих часів існувало повір'я, що напившись джерельної води людина здатна зачерпнути силу самої Землі . Джерельна вода завжди чиста, холодна, її приємно пити . А її смак просто неможливо описати словами, потрібно пробувати самому . Така вода додає сили та зміцнює здоров'я . Саме тому джерело оберігають та відновлюють, адже там де є джерело — там існує і саме життя . На Хрещення Господнє тут завжди освячується вода місцевим священиком . Тому джерело ще й має якусь магічну силу. Усі підземні джерела мають лікувальну дію, тому і наше джерело не є винятком .
Джерельна вода:
- збагачена киснем.
- відсутністю хлору та озону.
- позбавлена багатьох хворобливих бактерій і вірусів через низьку температуру.

З 1991 року в складі незалежної України.
13 серпня 2015 року шляхом об'єднання сільських рад, село увійшло до складу Дунаєвецької міської громади.
17 липня 2020 року, в результаті адміністративно-територіальної реформи та ліквідації Дунаєвецького району, село увійшло до складу Кам'янець-Подільського району.
Колишній орган місцевого самоврядування — Гуто-Яцьковецька сільська рада.

## Населення
Населення становить 147 осіб.

### Мова
У селі поширені західноподільська говірка та південноподільська говірка, що відносяться до подільського говору, який належить до південно-західного наріччя.

## Природоохоронні території
Село лежить у межах національного природного парку «Подільські Товтри».
Гора Ткачука
Гора Ткачука розташована неподалік від села Яцьківці у Хмельницькому районі. Це підвищення з висотою близько 400 метрів над рівнем моря, що робить його домінуючою височиною у місцевому ландшафті. З вершини відкриваються захоплюючі краєвиди на навколишні поля, ліси та сільські поселення.
Природа та екосистема
Гора Ткачука відома своєю різноманітною флорою та фауною. Тут можна зустріти рідкісні види рослин, що є характерними для цієї місцевості, а також багатий тваринний світ. Лісові масиви, що покривають схили гори, є місцем проживання численних видів птахів, ссавців та комах. Гора має значення як природоохоронний об'єкт, що підлягає охороні з боку місцевої влади.
Гора Ткачука є важливим культурно-історичним об'єктом для місцевих жителів. За місцевими переказами, гора отримала свою назву на честь місцевого майстра ткацтва, який жив тут багато століть тому. Існує легенда, що саме на вершині гори він створював свої унікальні вироби, використовуючи природні ресурси цієї місцевості.
Також гора є місцем, де регулярно проводяться місцеві святкування та обряди. У народній пам'яті гора пов'язана з численними легендами та історіями, що передаються з покоління в покоління.
Туризм
Гора Ткачука є привабливим місцем для туристів, які прагнуть відчути красу української природи та зануритися у місцевий колорит. Окрім піших прогулянок, гора приваблює фотографів, істориків та шанувальників природи. Щороку сюди приїжджає все більше відвідувачів, які відкривають для себе цей мальовничий куточок Хмельниччини.
Заключення
Гора Ткачука є не лише природною перлиною Хмельниччини, а й важливим елементом культурної спадщини регіону. Її унікальні природні та історичні особливості роблять цей об'єкт цікавим як для наукових досліджень, так і для туристичних відвідувань.